# Тејт Модерн
Тејт Модерн (енгл. Tate Modern) је национална галерија модерне уметности у Лондону, Уједињено Краљевство. Тејт Модерн је једна од четири постојеће Тејт галерије у Уједињеном Краљевству.
Галерија се налази на самој обали Темзе у здању некадашње електране која је затворена 1981. Зграда је прилагођена за коришћење и галерија отворена 2000. године. Галерију, која је међу најпопуларнијима на свету, је само у периоду од њеног отварања, 12. маја 2000. до краја те године посетило 5,25 милиона људи. Улаз је бесплатан.
Сталну поставка је до 2006. била подељена у тематске целине:
- историја/памћење/друштво
- актови/покрет/тело
- пејзаж/материја/окружење
- мртва природа/објекат/стваран живот

Наиме, приликом одабира комада које ће купити за сталну поставку, Галерија је имала поприлично конзервативну политику према делима из прве половине 20. века. Ово је онемогућило да се поставка уреди према хронологији. Стална поставка је изгубила некадашњи распоред 2006. и, мада није у потпуности доследан, нов распоред је наишао на добар одјек код критичара.
Један од најупечатљивијих изложбених простора је онај где су некада биле огромне турбине за генерисање струје (Хала турбина). Простор је висок 7 спратова и има око 3.400 m². Користи се за наручена дела савремених уметника, а серија наруџбина, од којих су већина за дела масивних димензија, монолитног изгледа, трајаће до 2008. због великог интересовања.
Надомак галерије је Миленијумски мост. 
За 2012. планирано је велико проширење које ће удвостручити изложбени простор. Процена трошкова је око 100 милиона фунти.